# Maria Afonso Sancho
Maria Afonso Sancho é uma escritora, jornalista, blogger, modelo, manequim, designer de moda, pintora e atriz portuguesa.
Foi uma das primeiras colaboradoras do semanário O Independente.
Entrou no elenco da comédia «Giras e Pirosas» em 1992
Faz parte do Conselho Consultivo do Movimento Internacional Lusófono (ML), ano 2020 a 2022.
Paralelamente a estas actividades estudou Permacultura, Naturopatia e Astrologia.

## Obras
- «Contos com Final Feliz», Edium Editores, fevereiro de 2011.[5]
- «Príncipe encantado? não existe», DG Edições, 2019.[6]